# Zambia
Zambia este un stat situat în partea central sudică a Africii și are următorii vecini:
- la nord - Republica Democrată Congo
- la nord-est - Tanzania
- la est - Malawi
- la sud - Namibia, Mozambic, Zimbabwe, Botswana
- la vest - Angola

## Cadrul natural
Zambia este situată în inima Africii Australe, fiind - exceptând, Munții Munchinga (2301 m în Mafinga Hills, altitudinea maximă din țară) în est - un spațiu al platourilor înalte (1000–1400 m), ușor vălurite și acoperite de ierburile înalte ale savanei.

### Clima
Zambia are un climat tropical, însă datorită altitudinii relativ mari, acesta este mai degrabă moderat decât ploios și fierbinte. Temperaturile medii în zonele înalte variază între 20°C și 23°C. Există trei anotimpuri distincte. Perioada mai-august este relativ răcoroasă și uscată, devenind fierbinte din septembrie până în noiembrie și decembrie, când începe sezonul ploios, și continuând până în aprilie. Durata sezonului ploios și cantitatea de precipitații variază între nord și sud. Cantitatea de precipitații care, în nord, atinge circa 1500 mm, se dublează în sud.

### Hidrografie
Principalul colector este râul Zambezi, pe care se află renumita cascadă Victoria, cu un ridicat potențial hidroenergetic, iar alte râuri importante sunt Kafue și Luangwa.
Lacul Bangweulu se află în interiorul părții de nord a statului, în timp ce lacurile Mweru și Tanganyika se găsesc la granița de nord. Mlaștinile Bangweulu reprezintă unele dintre cele mai mlăștinoase ținuturi din lume.

### Vegetație
Este reprezentată de savană cu palmieri și baobabi și pădurea tropicală cu esențe valoroase mahon ș.a. Acoperă o mare parte a teritoriului.
În partea de SV se găsesc păduri întinse de tek.

### Fauna
Este foarte variată, este ocrotită în P.N. și R.N., P.N. Kafue,(2,2 mil. ha.) fiind unul dintre cele mai mari din Africa. Zone naturale incluse în patrimoniul Mondial UNESCO: Arealul Cascadei Victoria / Victoria Falls (Mosi-ao-Tunya) desfășurat și pe teritoriul statului vecin Zimbabwe.

## Populația
Populația este compusă majoritar din grupuri etnice africane bantu. Limba oficială este engleza, plus 80 de dialecte și limbi locale. Religiile principale sunt creștinismul, islamul, hinduismul și religiile tradiționale.
Date demografice:
- 1950: 2 440 000;
- 1970: 4 300 000;
- 1980: 5 830 000;
- 2004: 10 462 000;
- 2009: cca. 13 000 000.

Circa 99% din populația Zambiei este de origine Bantu, compusă din peste 70 de triburi. Dintre ele, cel mai mare este Bemba, ai cărui locuitori trăiesc în nordul Zambiei, reprezentând 36% din întreaga populație; Nyanja, din est, reprezintă 18%, iar Tonga din sud, 15%. Importanța populației Bemba este evidentă, limba fiind un mijloc de comunicare în orașele țării. Însă limba oficială rămâne Limba engleză.
Circa 87% din populație este de religie creștină și circa 7% sunt adepți ai cultelor tradiționale tribale. 
După ce Zambia și-a obținut independența în 1964, populația a crescut de peste două ori. Prin comparație cu alte state africane, Zambia este foarte urbanizată.
Lusaka, centrul administrativ al țării, și fermele coloniștilor albi au atras mâna de lucru spre centrul țării, mai ales de-a lungul căii ferate care traversează întreaga țară de la nord spre sud. Calea ferată continuă să fie principala axă de transport și toate marile așezări și companii zambiene sunt concentrate în apropierea acestei fâșii.

## Economia
Economia Zambiei depinde foarte mult de exportul de cupru. Alte resurse minerale importante sunt plumbul, zincul, cobaltul, cărbunele și aurul.
Agricultura este importantă, dar statul are o oarecare producție manufacturială.

## Patrimoniu mondial UNESCO
Cascada Victoria a fost înscrisă în anul 1989 pe lista patrimoniului mondial UNESCO.